# Stichopus pseudohorrens
Stichopus pseudohorrens is een zeekomkommer uit de familie Stichopodidae.
De wetenschappelijke naam van de soort werd in 1967 gepubliceerd door Gustave Cherbonnier.